# (39386) 4039 P-L
4039 P-L (asteroide 39386) é um asteroide da cintura principal. Possui uma excentricidade de 0.22831510 e uma inclinação de 1.65800º.
Este asteroide foi descoberto no dia 24 de setembro de 1960 por Cornelis Johannes van Houten e Ingrid van Houten-Groeneveld e Tom Gehrels em Palomar.